# Leonhard von Call
Leonhard von Call, teilweise auch als Leonhard de Call bezeichnet, (* 19. März 1767 in St. Pauls, Eppan, Südtirol; † 19. Februar 1815 in Wien) war ein österreichischer Komponist und Gitarrist.

## Leben und Werk
Nach der Teilnahme am Ersten Koalitionskrieg, wobei er den preußischen Orden Pour le Mérite verliehen bekam, wurde Call Beamter am k.k. Kammerzahlamt in Wien. Die Musik betrieb er aus Liebhaberei. 39-jährig heiratete er 1807 die 18 Jahre jüngere Maria Wilhelmina Brabbée, Tochter des k.k. Wechselsensal Franz X. Brabbée (1758–1831) und der Clara B. geb. Streicher (1763–1837). Als Beistände der Trauung fungierte Philipp Graf Kolowrat. Aus der Ehe stammten fünf Kinder, darunter eine Tochter namens Clara Judith (* 1809).
Zu seiner Zeit war von Call ein beliebter Komponist. Nachweislich komponierte er seit 1796. Drucke seiner Werke wurden von 1802 bis zu seinem Tod 1815 durchgehend verlegt. Zur gleichen Zeit erschienen Ankündigungen und Rezensionen seines Werks in der Allgemeinen musikalischen Zeitung Leipzig. Viele seiner Werke waren Auftragsarbeiten für Angehörige des Bürgertums und des niederen Adels. Die Zahl seiner Werke liegt bei etwa 150, er komponierte vor allem Stücke für Violine, Flöte und Gitarre.
Noch heute werden Calls Kompositionen aufgeführt und es liegen einige CD-Einspielungen seiner Werke vor. Die Musikschule seiner Heimatgemeinde Eppan wurde 2006 nach ihm benannt.

## Kompositionen (Auswahl)
- Kammermusik
  - 2 Sextette
  - 4 Quintette
  - 14 Quartette
  - 34 Trios[1]
  - 52 Duos[2]
  - 12 Solos
- Vokalwerke
  - 17 Gesänge mit Begleitung
  - 19 Gesänge ohne Begleitung

## Dokumente
Briefe von Leonhard von Call befinden sich im Staatsarchiv Leipzig.